# 钙离子/钙调素依赖性蛋白激酶

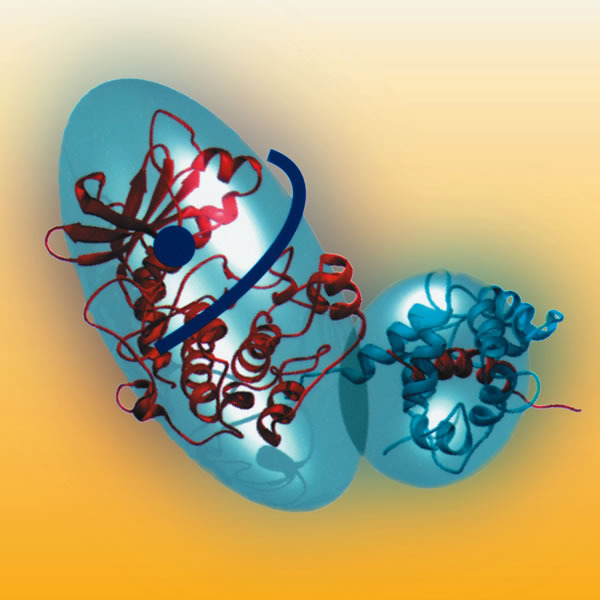
钙调蛋白激酶

钙离子／钙调素依赖的蛋白激酶或钙调蛋白激酶（英文：Ca2+/calmodulin-dependent protein kinases or CaM kinases ）是一种丝氨酸／苏氨酸特性的蛋白激酶，被钙／钙调蛋白复合物所调节。这个种系的蛋白在活化時表現出一種记忆效应。

## 类型
有两种类型的钙调蛋白激酶：
- 特异性的钙调蛋白激酶：例如肌球蛋白轻链激酶，它可以磷酸化肌球蛋白，引起肌肉收缩。
- 多功能的钙调蛋白激酶：这部分蛋白也被总称为钙调蛋白激酶II（CaM kinase II），它们在很多生物反应中都起到了重要作用。例如神经递质的分泌，转录因子的调节和糖原代谢等。大脑中大约1%～2%的蛋白是钙调蛋白激酶II。

## 结构和自身调节
钙调蛋白激酶包括一个N末端的催化区，一个调节区和一个联合区。

## 基因
- 钙调蛋白激酶Ⅰ ：钙调蛋白激酶1，钙调蛋白激酶1D，钙调蛋白激酶1G
- 钙调蛋白激酶Ⅱ ：钙调蛋白激酶2A，钙调蛋白激酶2B，钙调蛋白激酶2D，钙调蛋白激酶2G
- 钙调蛋白激酶Ⅳ ：钙调蛋白激酶4